# Đường Quốc Cường (nhà ngoại giao)
Đường Quốc Cường (giản thể: 唐国强, phồn thể: 唐國強, bính âm: Táng Guójiàng) (1951-) là người Thượng Hải, ông là một nhà ngoại giao Trung Quốc và từng là phát ngôn viên của Bộ Ngoại giao Cộng hòa Nhân dân Trung Hoa. Ông tốt nghiệp Đại học Phúc Đán.

## Tiểu sử
- 1974-1975 Thư ký ban biên dịch thuộc Bộ Ngoại giao;
- 1975-1976 Theo học tại trường Trường Kinh tế London, Anh Quốc;
- 1976-1981 Nhân viên ban phiên dịch và thông dịch thuộc Bộ Ngoại giao;
- 1981-1983 Cán bộ phái đoàn Trung Quốc tại Trụ sở Liên Hợp Quốc ở Genève;
- 1983-1985 Đại sứ quán Trung Quốc tại Papua New Guinea, Bí thư thứ ba;
- 1985-1991 Phó giám đốc Văn phòng thông tin thuộc Bộ Ngoại giao;Bí thư thứ ba
- 1991-1996 Bí thư thứ nhất Đại sứ quán Trung Quốc tại Anh, Tham tán;
- 1996-1998 Phó Giám đốc Văn phòng thông tin Bộ Ngoại giao, phát ngôn nhân Bộ Ngoại giao;
- 1998-2002 Phó Ủy viên Văn phòng Bộ Ngoại giao
- 2002-2006 Đại sứ quán Trung Quốc tại Séc;
- 2006 - 2009 Đại sứ đặc mệnh toàn quyền Trung Quốc tại trụ sở Liên Hợp Quốc ở Viên và các tổ chức quốc tế khác,
- 14 Tháng 9 năm 2009 ông được bổ nhiệm làm đại sứ đặc mệnh toàn quyền tại Vương quốc Na Uy.

Ông đã kết hôn và có một con trai